# 喀拉拉邦伊斯兰教
伊斯兰教是印度喀拉拉邦第二人口宗教信仰, 仅次于印度教. 2011年, 喀拉拉邦穆斯林人口为是26%, 印度教是54.73%.
喀拉拉邦穆斯林民族是迈伯禄族, 南亚穆斯林古老民族, 为是全喀拉拉邦县第二人口宗教, 除外马拉普兰县. 切拉曼主麻清真寺是印度一名古老清真寺, 全喀拉拉邦穆斯林是逊尼派沙斐仪派.